# Festiwal Sztuki Filmowej „Celuloid, Człowiek, Cyfra”
Festiwal Sztuki Filmowej „Celuloid, Człowiek, Cyfra” – festiwal filmowy organizowany cyklicznie w Katowicach przez wojewódzką samorządową instytucję kultury, jaką jest „Silesia-Film”, oraz władze województwa śląskiego. Partnerami w organizacji festiwalu są również władze miasta i Polski Instytut Sztuki Filmowej w Warszawie.
Pierwsza edycja festiwalu miała miejsce w 2006. Kolejne odbyły się w latach 2007, 2008 i 2009.

## I edycja w 2006
W ramach I edycji Festiwalu Filmowego „Celuloid. Człowiek, Cyfra” – „In memoriam Krzysztof Kieślowski w X rocznicę śmierci” w dniach 10–14 marca 2006 w Katowicach odbyło się 20 imprez. Zaprezentowanych zostało 13 filmów wyświetlanych m.in. w kinie Światowid i Kinoteatrze Rialto. Wśród zaproszonych gości znaleźli się: Maria Kieślowska, Wojciech Kilar, Magdalena Łazarkiewicz, Piotr Łazarkiewicz, Kazimierz Kutz i Zygmunt Duś. W Muzeum Śląskim zaprezentowano wystawę zdjęć Krzysztofa Kieślowskiego.

## II edycja w 2007
II edycja odbyła się w dniach 24–27 maja 2007. Pokazy filmów miały miejsce przede wszystkim w Centrum Sztuki Filmowej. Plenerowe pokazy Seksmisji i Kingsajz Juliusza Machulskiego odbyły się w Wojewódzkim Parku Kultury i Wypoczynku w Chorzowie. Tematem przewodnim była twórczość Jerzego Stuhra „60. rocznicę urodzin”. W ostatnim dniu festiwalu Orkiestra Symfoniczna Filharmonii Śląskiej wraz z Mieszanym Chórem Mariańskim i Chórem Kantorei Sankt Barbara wykonały koncert muzyki filmowej Abla Korzeniowskiego. W kinoteatrze Rialto zaprezentowano etiudy filmowe studentów Wydziału Radia i Telewizji Uniwersytetu Śląskiego.

## III edycja w 2008
Wspólorganizatorem III edycji festiwalu „Celuloid. Człowiek, Cyfra” było Studio Filmów Rysunkowych w Bielsku-Białej. Festiwal współfinansowało Stowarzyszenie Filmowców Polskich i Polskie Wydawnictwo Wizualne. Partnerem była również Biblioteka Śląska. Impreza odbyła się w dniach 9–13 kwietnia 2008 i została zorganizowana, by uświetnić „60 lat polskiej animacji”. W ramach festiwalu odbywały się projekcje dla dzieci i dorosłych, wystawy, spotkania z twórcami polskiej animacji oraz koncerty. W gmachu Biblioteki Śląskiej zaprezentowano wystawę Zdzisław Lachur – In memoriam, na której zaprezentowano prace Zdzisława Lachura, założyciela bielskiego Studia Filmów Rysunkowych. Druga wystawa Życia na celuloidzie. Techniki animacyjne w filmach Jerzego Zitzmana w Centrum Scenografii Polskiej prezentowała prace Jerzego Zitzmana. W ramach festiwalu odbył się również koncert Henryka Miśkiewicza.

## IV edycja w 2009
Odbyła się w dniach 27 lutego–5 marca 2009 w Centrum Sztuki Filmowej w Katowicach. Impreza była poświęcona twórczości pochodzącego z Katowic operatora filmowego Sławomira Idziaka. W czasie trwania festiwalu odbyła się dyskusja na temat dystrybucji filmowej w sieci. Benefis Idziaka poprowadziła w katowickim Kinoteatrze Rialto Alicja Resich-Modlińska. Miała miejsce również wystawa fotografii autorstwa rodziców Sławomira Idziaka, Haliny Holas-Idziakowej i Leonarda Idziaka.